# Araona
L’araona est une langue tacanane parlée en Amazonie en Bolivie, dans le département de La Paz. La langue est parlée par 81 locuteurs sur une population ethnique de 90 personnes. Bien que la langue soit utilisée par la plupart des Araona, le nombre très faible de ces derniers en fait une langue menacée.